# Fluorid dusičný
Fluorid dusičný je teoretická sloučenina dusíku a fluoru, jejíž možná existence se odvozuje od pětimocných fluoridů dalších prvků, jako je například fluorid fosforečný (PF5) a fluorid amonný (NH +
4 F−). Podle teoretických modelů by jeho molekula měla mít strukturu kovalentní trigonální bipyramidy s grupou symetrie D3h nebo NF +
4 F−, což by byla iontová sloučenina.

## Iontová sloučenina

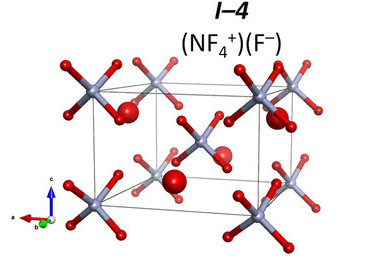
NFF^{−} R3m struktura
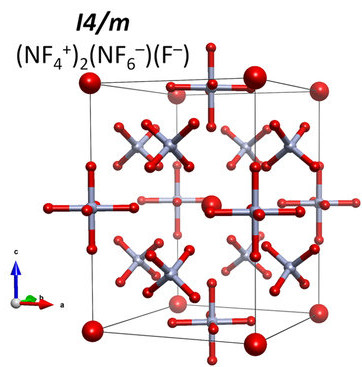
(NF)_{2}NFF^{−} I4/m struktura
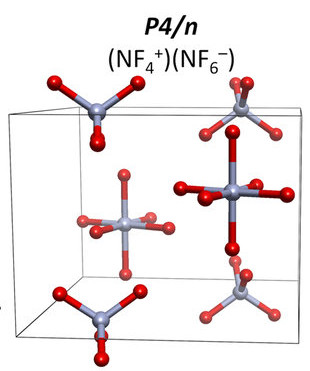
NFNF P4/n struktura

V roce 1966 W. E. Tolberg poprvé připravil sloučeniny pětimocného dusíku s fluorem, šlo o soli tetrafluoramonného kationtu, konkrétně hexafluoroantimoničnan NF4SbF6 a hexafluoroarseničnan NF4AsF6.
V roce 1971 oznámil C. T. Goetschel přípravu NF4BF4 a bílé pevné látky, kterou označil jako fluorid tetrafluoramonný (NF +
4 F−), reakcí fluoridu dusitého s fluorem při ostřelování elektrony s energií 3 MeV za teploty 77 K. Produkt se při teplotách nad 143 K rozkládal zpět na výchozí látky. V teoretických studiích se rovněž ukázalo, že iontová forma by měla být náchylná k rozkladu na fluorid dusitý a fluor.
Karl O. Christe připravil hexafluornikelnatan bis(tetrafluoramonný) (NF4)2NiF6 i obdobné manganaté, fluorurananové, chloristanové, fluorosíranové a N2F +
3  soli a pokusil se získat NF4F metatezí NF4SbF6 pomocí CsF v HF při 20 °C; namísto toho však vznikl hydrogenfluorid tetrafluoramonný (NF4HF2·nHF), což je za pokojové teploty mlékovitá kapalina, která se při ochlazení mění na pastovitou hmotu a při −45 °C na bílou pevnou látku. Při opětovném zahřátí vytváří pěnu a uvolňuje F2, HF a NF3 jako plyny.
I. J. Solomon se domníval, že připravil fluorid dusičný tepelným rozkladem NF4AsF6, ovšem výsledky tohoto experimentu se nepodařilo zopakovat.
Dominik Kurzydłowski a Patryk Zaleski-Ejgierd předpověděli, že směs fluoru s fluoridem dusitým za tlaků 10 až 33 GPa vytváří NF +
4 F− s  prostorovou grupou R3m; jednalo by se o příklad vysokotlaké oxidace. Nad 33 GPa by měla vznikat stabilní iontová sloučenina se vzorcem (NF +
4 )2NF −
6 F– a prostorovou grupou I4/m. Při tlacích vyšších než 151 GPa se má tato látka přeměňovat na NF +
4 NF −
6  s prostorovou grupou P4/n.
NF5 v molekulární podobě není stabilní za žádného tlaku.
- NF +
4 F− R3m struktura
- (NF +
4 )2NF -
6 F− I4/m struktura
- NF +
4 NF -
6  P4/n struktura

## Molekula

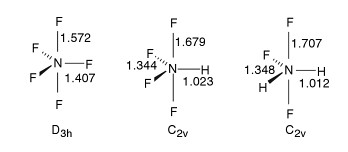
Možné struktury NF_{5}

K tvorbě molekuly NF5 by bylo třeba, aby se na dusíkový atom navázalo pět atomů fluoru, přičemž k navázání nejkompaktnějším způsobem není dostatek místa, takže vazby musejí být delší. Podle výpočtů molekuly se NF5 z termodynamických důvodů rozpadají na NF4 a fluorové radikály za uvolnění energie 36 kJ/mol při energetické bariéře okolo 67–84 kJ/mol.
Fluorid dusičný narušuje oktetové pravidlo, podle kterého jsou sloučeniny s osmi elektrony ve vnější slupce poměrně stabilní.